# Phintys
Phintys (altgriechisch Φίντυς) war angeblich eine antike Pythagoreerin; ob es sich um eine historische Gestalt oder um eine literarische Fiktion handelt, ist ungewiss. Über ihre Lebenszeit und Lebensumstände ist nichts überliefert.

Der spätantike Neuplatoniker Iamblichos nennt in seiner Liste der bedeutendsten Pythagoreerinnen eine Philtys, die vielleicht (es kann sich um einen Schreibfehler handeln) mit Phintys identisch ist; er gibt an, sie sei die Tochter eines Theophris aus Kroton (heute Crotone in Kalabrien) gewesen. Der spätantike Gelehrte Johannes Stobaios bezeichnet sie als Tochter eines Kallikrates, über den sonst nichts bekannt ist. Aufgrund der Vermutung, dass Kallikrates ein Schreibfehler sein könnte und vielleicht der Pythagoreer Kallikratidas gemeint ist, der angebliche Verfasser einer Schrift „Über das Glück des Hauses“, wird Phintys mitunter „Phintys von Sparta“ genannt, denn Kallikratidas soll Spartaner gewesen sein. Diese Mutmaßung ist jedoch spekulativ.
Stobaios überliefert zwei längere Fragmente aus einer Phintys zugeschriebenen Schrift mit dem Titel „Über die Besonnenheit der Frau“ (Peri gynaikós sōphrosýnas) in dorischem Dialekt. Die Entstehungszeit dieses Werks ist schwer zu ermitteln; es gehört in die hellenistische Zeit oder in die römische Kaiserzeit. Ob es im Kreis der Neupythagoreer entstanden ist, ist umstritten. Da ein Einfluss des Neuplatonismus nicht zu erkennen ist, ist davon auszugehen, dass die Abfassung nicht erst in der Spätantike erfolgte. Wahrscheinlich ist Phintys nicht der wirkliche Name des Verfassers oder der Verfasserin, sondern der einer (vielleicht fiktiven) Pythagoreerin der Frühzeit (6./5. Jahrhundert v. Chr.), der das Werk als Pseudepigraphon zugeschrieben wurde. Solche literarische Fiktionen waren im volkstümlichen philosophischen Schrifttum beliebt.
„Über die Besonnenheit der Frau“ gehört zur allgemeinverständlich geschriebenen philosophischen Literatur aus pythagoreisch orientierten Kreisen, die Themen wie Ehe, Familienleben, Hauswesen und weibliche Tugend behandelt. Neben platonischem Gedankengut ist auch aristotelisches erkennbar. Es wird die Frage nach der spezifisch weiblichen Tugend erörtert. Ebenso wie der Mann soll die Frau „gut“ sein, was „Tüchtigkeit“ (aretḗ) voraussetzt, und zwar eine weibliche Tüchtigkeit. Diese besteht in der sōphrosýnē (Besonnenheit, Selbstbeherrschung). Die Auffassung, das Philosophieren sei keine für Frauen passende Tätigkeit, wird zurückgewiesen. Zwar müssen politische und militärische Aktivitäten den Männern vorbehalten bleiben, doch sind Tapferkeit, Gerechtigkeit und Einsicht beiden Geschlechtern gemeinsame Tugenden, und die Besonnenheit ist sogar eine mehr weibliche als männliche Qualität. Die Pflege der Tugend setzt philosophische Bildung voraus. Daher ist das Philosophieren nicht – wie etwa die Peripatetiker meinten – für Frauen unpassend, sondern gehört zu ihren Aufgaben. Zur Sophrosyne zählt in erster Linie die eheliche Treue. Empfohlen wird schlichte, weiße Kleidung – die Pythagoreer bevorzugten diese Farbe – und Verzicht auf kostspieligen Schmuck und Schminke. Zu meiden sind Feiern wie die Bacchanalien, die mit Ausschweifungen und Alkoholexzessen verbunden und daher in Rom streng reglementiert waren.

## Ausgaben und Übersetzungen
- Holger Thesleff (Hrsg.): The Pythagorean Texts of the Hellenistic Period. Åbo Akademi, Åbo 1965, S. 151–154 (kritische Ausgabe von Über die Besonnenheit der Frau)
- Kai Brodersen (Hrsg.): Theano: Briefe einer antiken Philosophin. Reclam, Stuttgart 2010, ISBN 978-3-15-018787-6, S. 112–119 (unkritische Ausgabe von Über die Besonnenheit der Frau mit Übersetzung)